# Hendrik Birus
Hendrik Birus (* 16. April 1943 in Kamenz) ist ein deutscher Literaturwissenschaftler und Professor an der Jacobs University Bremen.

## Leben
Birus siedelte im August 1961 in die Bundesrepublik über und studierte Germanistik und Philosophie in Hamburg und Heidelberg. 1977 wurde er in Heidelberg mit einer Arbeit über poetische Namengebung, speziell in Lessings Nathan der Weise, promoviert. Die Habilitation erfolgte 1984 in Göttingen mit einer Arbeit über Goethes Vergleichung von Jean Pauls Erzählstil mit Verfahren der orientalischen Poesie.
Von 1985 bis 1987 war er als Professor auf Zeit am Seminar für Deutsche Philologie der Universität Göttingen tätig. Im selben Jahr wurde er als Ordinarius an die Ludwig-Maximilians-Universität zu München (LMU) berufen und gründete hier 1988 das „Institut für Allgemeine und Vergleichende Literaturwissenschaft (Komparatistik)“. 1989–91 war er Prodekan, 1991–93 Dekan der Philosophischen Fakultät für Sprach- und Literaturwissenschaft II der LMU und 1998–2002 Vertreter der Philosophischen Fakultäten I u. II im Akademischen Senat der LMU. 2006–13 wirkte er als Vice President und Dean der School of Humanities and Social Sciences an der Jacobs University Bremen (bis 2007: International University Bremen), 2014–2020 war er hier als Wisdom Professor of Comparative Literature, seit 2020 als Distinguished Professor of Comparative Literature tätig.
Gast- und Forschungsprofessuren führten Birus an die Universitäten von Wien, Rom und Tokio, die École des Hautes Études en Sciences Sociales Paris, die Universities of Illinois (Urbana-Champaign), Indiana (Bloomington), Pennsylvania (Philadelphia) und Washington (Seattle), die Washington University (St. Louis) und die Yale University (New Haven). 1995/96 war er Fellow am Wissenschaftskolleg zu Berlin. 2019 wurde ihm die Goldene Goethe-Medaille der Goethe-Gesellschaft in Weimar verliehen.
Birus ist seit 1968 verheiratet mit der Augenärztin Dr. Barbara Birus und hat zwei Töchter.

## Mitgliedschaften
Birus ist seit 2001 Mitglied, seit 2017 Vizepräsident der Bayerischen Akademie der Wissenschaften und seit 2004 Vorsitzender ihrer Kommission (seit 2015: Projekt) für Neuere deutsche Literatur. Er ist Mitglied der Schleiermacher-Kommission der Berlin-Brandenburgischen Akademie der Wissenschaften.

## Forschungsschwerpunkte
Zu Birus’ Forschungsschwerpunkten gehören die Wechselbeziehungen von Dichtung, Philosophie, bildender Kunst und Musik sowie die produktive Rezeption von Klassikern der europäischen und orientalischen Dichtung in der deutschen Literatur. Internationale Reputation erwarb er sich durch seine kommentierten Editionen von Goethes West-östlichem Divan und seiner Alterszeitschrift Ueber Kunst und Alterthum als der Keimzelle der Idee der ‚Weltliteratur‘. Das von ihm und Sebastian Donat initiierte Münchener Gemeinschaftsunternehmen einer kommentierten Übersetzung sämtlicher polyglotten Gedichtanalysen Roman Jakobsons war ein Resultat seiner lebenslangen Beschäftigung mit diesem Klassiker der strukturalistischen Sprach- und Literaturtheorie.

## Schriften (Auswahl)
- Poetische Namengebung. Zur Bedeutung der Namen in Lessings "Nathan der Weise". 1978.
- Hermeneutische Positionen: Schleiermacher – Dilthey – Heidegger – Gadamer. 1982.
- Vergleichung. Goethes Einführung in die Schreibweise Jean Pauls. 1986.
- (Hg.) Johann Wolfgang Goethe: West-östlicher Divan;  neue, völlig revidierte Ausgabe (2010,11994 )
- (Hg.) Germanistik und Komparatistik: DFG-Symposion 1993 (1995)
- (Hg.) Goethe: Ästhetische Schriften 1816-1820:  Über Kunst und Altertum I-II (1999)
- (mit S. Donat) Goethe – Ein letztes Universalgenie? (1999, ²2004)
- (Hg. mit S. Donat) R. Jakobson: Poesie der Grammatik und Grammatik der Poesie: Sämtliche Gedichtanalysen I/II (2007)

- „Le temps présent est l’arche du Seigneur.“ Zum Verhältnis von Gegenwart, Geschichte und Ewigkeit beim späten Goethe (2009)
- (mit Anne Bohnenkamp u. a.) „Denn das Leben ist  die Liebe…“ Marianne von Willemer und Goethe im Spiegel des  ‚West-östlichen Divans‘ (2014)
- (mit Anne  Bohnenkamp u. a.) Goethes Zeitschrift   “Ueber Kunst und Alterthum”. Von den „Rhein- und Mayn-Gegenden“ zur  Weltliteratur (2016)
- Goethes ‚Divan-Jahre‘ (2016)
- Aufgegebene Werke: Goethe: „Wilhelm Meisters theatralische Sendung“ – Joyce: „Stephen Hero“ – Proust: „Jean Santeuil“. Ein komparatistischer Versuch (2018)
- Gesammelte Schriften. Bd. 1: Komparatistik im Spannungsfeld von Philologie und Philosophie (2020), Bd. 2: Von Lessing bis Celan – aus komparatistischer Sicht (2021), Bd. 3: Goethe-Studien (2022)